# 雅多維爾圍城戰
雅多維爾圍城戰是1961年9月的剛果危機期間的一場戰役。愛爾蘭聯軍第35特遣隊A連被效忠於加丹加首相莫伊兹·冲伯的加丹加憲兵部隊及外籍傭兵襲擊。被圍困在雅多維爾的愛爾蘭士兵抵抗五天，由於愛爾蘭、印度和瑞典的救援部隊未能成功增援，A連在彈藥和物資用盡之後被迫投降，他們被關押為戰俘約一個月，期間沒有任何人死亡。

## 背景
雅多維爾的Shinkolobwe礦坑在1943年的曼哈頓計畫情報中被描述為世界上迄今為止發現最重要的鈾礦床，這裡的鈾礦被用來製造1945年在廣島和長崎投下的原子彈。
1961年9月13日，星期三，聯合國軍在卡坦加發動進攻，代號為摩梭行動，攻打自1960年7月從刚果（利）分離的加丹加州的僱傭軍。根據命令，聯合國剛果行動在衝突中將保持嚴格公正，但是加丹加領導人認為，聯合國已經破壞規定，因為聯軍與他的敵人剛果中央政府站在一起。
加丹加軍首先對一個設在採礦小鎮雅多維爾，被孤立的聯合國軍事單位發起反擊，這裡距聯合國主要基地伊麗莎白維爾 約100公里。這個由指揮官帕特·昆蘭指揮的155名愛爾蘭人的特遣隊被派往該採礦鎮，表面上是在協助保護其公民。不過比利時外交部長致電聯合國秘書長，報告比利時定居者和當地居民沒有受到保護，並擔心他們的安全。但是當愛爾蘭軍隊抵達雅多維爾時，由於當地人強烈的親加丹加與反聯合國的情緒，他們不被當地人的歡迎。而在部隊到來之前的幾天裡，前兩個維和部隊，瑞典和另一批愛爾蘭部隊，正從雅多維爾撤出。目前還不清楚為什麼加丹加軍想孤立愛爾蘭的聯合國部隊，儘管一些評論員推斷目標可能是將愛爾蘭人作為囚犯，以便在與聯合國的談判中發揮作用。

## 戰鬥
1961年9月13日上午07:40，加丹加人發動攻擊，當時愛爾蘭部隊裡許多人正在參加彌撒，最初的攻擊希望期望能使這些人措手不及，但被哨兵發現。二等兵比利·雷迪（Billy Ready）開了一槍警告所有人 。隨後進行五天的戰鬥。
一群來自比利時，法國和羅德西亞的雇傭軍襲擊愛爾蘭軍，進攻方的人數為3,000至5,000人，配有輕型和重型武器，還獲得有配備炸彈和機槍的富加教师教練機的空中支援。而愛爾蘭士兵僅有手持輕型個人武器，幾挺維克斯機槍和60毫米迫擊砲。幾天後，被圍困的愛爾蘭人向他們的總部廣播：“給我們一些威士忌，我們將可以堅持到最後一顆子彈用完。”
加丹加人發動多波六百人左右規模的攻擊，加上81毫米迫擊砲和M1897式75mm野战炮的轟炸。不過愛爾蘭軍成功地防禦接連不斷的攻擊，並用60毫米迫擊砲精確的擊毀對方大部分的迫擊砲和砲兵陣地。經過四天的反覆攻擊，愛爾蘭軍用迫擊砲和機槍連續數小時對對方的迫擊砲和機槍進行準確有效的射擊，僱傭軍軍官必須向當地民兵開槍，以阻止防線的潰敗。隨後加丹加人要求昆蘭停火，因為他們的部隊已經嚴重減少到2,000人，而昆蘭同意了。
駐紮在卡米納的500名愛爾蘭、瑞典和印度聯合國部隊進行了幾次嘗試，以解救被圍困的士兵。在拉菲拉橋(Lufira Bridge)的一系列戰鬥，加丹加軍在這裡部屬重重的地面和空中火力，殺死三名印度人，炸傷許多愛爾蘭人，最終迫使增援部隊離開了橋。
A連在防禦中五人受傷，另一方面，加丹加人遭受沉重的損失，多達300人被殺，受傷人數不確定，人數從300到1,000不等。但是愛爾蘭軍無法獲得增援，補給也被對方的飛機摧毀。最後，由於耗盡彈藥、糧食和飲用水，在沒有任何明確的命令或提供援助的保證，於9月17日下午，昆蘭接受向加丹加人投降的提議。愛爾蘭軍被扣為人質約一個月。

## 回國後
愛爾蘭政府對雅多維爾之戰並不怎麼認可，儘管昆蘭指揮官的指揮，成功領導了他的部隊抵抗了具有壓倒性人數的攻擊，拯救所有人的性命，卻沒有任何士兵獲得任何表揚。直到2005年，愛爾蘭政府才授予A連隊國家歷史上第一個總統榮譽稱號 
。

## 電影
- 《雅多維爾圍城戰》，Netflix發行